# Ордвеј (Колорадо)
Ордвеј (енгл. Ordway) град је у америчкој савезној држави Колорадо.

## Демографија
По попису из 2010. године број становника је 1.080, што је 168 (-13,5%) становника мање него 2000. године.
| Група             | 2000.       | 2010.       |
| Белци             | 818 (65,5%) | 689 (63,8%) |
| Афроамериканци    | 5 (0,4%)    | 3 (0,3%)    |
| Азијати           | 5 (0,4%)    | 9 (0,8%)    |
| Хиспаноамериканци | 390 (31,3%) | 352 (32,6%) |
| Укупно            | 1.248       | 1.080       |